# Tournoi de clôture du championnat d'Argentine de football 2006
Navigation
Tournoi précédent Tournoi suivant
Le tournoi de clôture de la saison 2006 du Championnat d'Argentine de football est le second tournoi semestriel de la 76e édition du championnat de première division en Argentine. Les vingt équipes sont regroupées au sein d'une poule unique où elles affrontent une fois chacun de leurs adversaires. Un classement cumulé sur les trois dernières années permet de déterminer les deux équipes reléguées à l'issue du tournoi ainsi que les deux formations engagées en barrage de promotion-relégation, mis en place à partir de cette saison.
C'est le club de Boca Juniors, déjà vainqueur du tournoi Ouverture, qui remporte le tournoi après avoir terminé en tête du classement final, avec huit points d'avance sur le Lanús et neuf sur River Plate. C'est le vingt-huitième titre de champion d'Argentine de l'histoire du club, qui est le premier à réaliser le doublé depuis River Plate lors de la saison 1999-2000.

## Qualifications continentales
L'Argentine dispose de 5 places en Copa Libertadores. Elles reviennent aux vainqueurs des tournois d'ouverture et de clôture ainsi qu'aux trois meilleures équipes du classement cumulé des deux tournois.
En ce qui concerne la Copa Sudamericana, la fédération argentine peut aligner 7 équipes qui sont les sept premières du même classement cumulé. Comme les deux compétitions continentales sont disputées à six mois d'intervalle, un club peut donc s'engager dans les deux coupes.

## Les clubs participants
| \| Buenos Aires La Plata Rosario Santa Fe Córdoba Bahía Blanca Jujuy \| Villes représentées lors de la saison 2005-2006 |
| Buenos Aires La Plata Rosario Santa Fe Córdoba Bahía Blanca Jujuy                                                       |

- Instituto (Córdoba)
- Arsenal
- Gimnasia y Esgrima (La Plata)
- Rosario Central
- Quilmes
- Boca Juniors
- Banfield
- Club Atlético Colón (Santa Fe)
- Olimpo (Bahía Blanca)
- Independiente
- Lanús
- Newell's Old Boys (Rosario)
- Argentinos Juniors
- Racing Club
- San Lorenzo de Almagro
- Estudiantes (La Plata)
- River Plate
- Vélez Sársfield
- Tiro Federal (Rosario)
- Gimnasia y Esgrima (Jujuy)

## Compétition
Le barème utilisé pour établir le classement est le suivant :
- Victoire : 3 points
- Match nul : 1 point
- Défaite : 0 point

### Classement
| Rang | Équipe                        | Pts | J  | G  | N  | P  | Bp | Bc | Diff |
| ---- | ----------------------------- | --- | -- | -- | -- | -- | -- | -- | ---- |
| 1    | Boca JuniorsT                 | 43  | 19 | 13 | 4  | 2  | 37 | 14 | +23  |
| 2    | Lanús                         | 35  | 19 | 10 | 5  | 4  | 26 | 15 | +11  |
| 3    | River Plate                   | 34  | 19 | 9  | 7  | 3  | 39 | 24 | +15  |
| 4    | Gimnasia y Esgrima (Jujuy)    | 33  | 19 | 10 | 3  | 6  | 26 | 16 | +10  |
| 5    | Gimnasia y Esgrima (La Plata) | 32  | 19 | 9  | 5  | 5  | 31 | 22 | +9   |
| 6    | Newell's Old Boys (Rosario)   | 31  | 19 | 8  | 7  | 4  | 27 | 18 | +9   |
| 7    | Banfield                      | 31  | 19 | 10 | 1  | 8  | 28 | 22 | +6   |
| 8    | San Lorenzo de Almagro        | 28  | 19 | 7  | 7  | 5  | 15 | 14 | +1   |
| 9    | Olimpo (Bahía Blanca)         | 26  | 19 | 7  | 5  | 7  | 22 | 22 | 0    |
| 10   | Vélez Sársfield               | 25  | 19 | 5  | 10 | 4  | 21 | 18 | +3   |
| 11   | Estudiantes (La Plata)        | 24  | 19 | 6  | 6  | 7  | 25 | 31 | -6   |
| 12   | Independiente                 | 23  | 19 | 6  | 5  | 8  | 18 | 18 | 0    |
| 13   | Rosario Central               | 23  | 19 | 5  | 8  | 6  | 15 | 17 | -2   |
| 14   | Argentinos Juniors            | 22  | 19 | 5  | 7  | 7  | 26 | 28 | -2   |
| 15   | Arsenal                       | 22  | 19 | 5  | 7  | 7  | 17 | 20 | -3   |
| 16   | Colón (Santa Fe)              | 20  | 19 | 5  | 5  | 9  | 19 | 26 | -7   |
| 17   | Quilmes                       | 20  | 19 | 5  | 5  | 9  | 11 | 28 | -17  |
| 18   | Racing Club                   | 19  | 19 | 5  | 4  | 10 | 14 | 24 | -10  |
| 19   | Instituto (Córdoba)           | 13  | 19 | 3  | 4  | 12 | 16 | 37 | -21  |
| 20   | Tiro Federal (Rosario)        | 12  | 19 | 3  | 3  | 13 | 15 | 39 | -24  |

|  | Qualification directe pour la Copa Libertadores 2007 |
|  | T : Tenant du titre                                  |

### Classement cumulé
Un classement cumulé des tournois Ouverture et Clôture permet de déterminer les équipes qualifiées pour la Copa Libertadores 2007 et la Copa Sudamericana 2006.
| Rang | Équipe                        | Pts | J  | G  | N  | P  | Bp | Bc | Diff |
| ---- | ----------------------------- | --- | -- | -- | -- | -- | -- | -- | ---- |
| 1    | Boca JuniorsOuv Clo C3        | 83  | 38 | 25 | 8  | 5  | 73 | 31 | +42  |
| 2    | Gimnasia y Esgrima (La Plata) | 69  | 38 | 20 | 9  | 9  | 59 | 41 | +18  |
| 3    | River Plate                   | 62  | 38 | 17 | 11 | 10 | 70 | 46 | +24  |
| 4    | Banfield                      | 59  | 38 | 15 | 14 | 9  | 53 | 37 | +16  |
| 5    | Vélez Sarsfield               | 58  | 38 | 15 | 13 | 10 | 47 | 34 | +13  |
| 6    | Lanús                         | 58  | 38 | 15 | 13 | 10 | 47 | 46 | +1   |
| 7    | San Lorenzo de Almagro        | 56  | 38 | 15 | 11 | 12 | 48 | 53 | -5   |
| 8    | Independiente                 | 55  | 38 | 14 | 13 | 11 | 52 | 40 | +12  |
| 9    | Estudiantes (La Plata)        | 52  | 38 | 14 | 10 | 14 | 48 | 53 | -5   |
| 10   | Newell's Old Boys (Rosario)   | 51  | 38 | 13 | 12 | 13 | 52 | 45 | +7   |
| 11   | Gimnasia y Esgrima (Jujuy)    | 51  | 38 | 13 | 12 | 13 | 49 | 46 | +3   |
| 12   | Argentinos Juniors            | 50  | 38 | 13 | 11 | 14 | 45 | 48 | -3   |
| 13   | Olimpo (Bahía Blanca)         | 49  | 38 | 12 | 13 | 13 | 41 | 45 | -4   |
| 14   | Colón (Santa Fe)              | 46  | 38 | 12 | 10 | 16 | 47 | 53 | -6   |
| 15   | Rosario Central               | 45  | 38 | 10 | 15 | 13 | 35 | 46 | -11  |
| 16   | Arsenal                       | 44  | 38 | 10 | 14 | 14 | 40 | 44 | -4   |
| 17   | Racing Club                   | 44  | 38 | 12 | 8  | 18 | 42 | 51 | -9   |
| 18   | Quilmes                       | 39  | 38 | 9  | 12 | 17 | 36 | 55 | -19  |
| 19   | Instituto (Córdoba)           | 28  | 38 | 5  | 13 | 20 | 27 | 64 | -37  |
| 20   | Tiro Federal (Rosario)        | 27  | 38 | 7  | 6  | 25 | 37 | 70 | -33  |

|  | Qualification directe pour la Copa Libertadores 2007 et pour la Copa Sudamericana 2006                                             |
|  | Qualification directe pour la Copa Sudamericana 2006                                                                               |
|  | Ouv : Vainqueur du tournoi d'Ouverture 2005 Clo : Vainqueur du tournoi de Clôture 2006 C3 : Vainqueur de la Copa Sudamericana 2005 |

### Table de relégation
Un classement cumulé des trois dernières saisons du championnat permet de déterminer les deux équipes reléguées en Primera B et les deux qui doivent disputer un barrage de promotion-relégation. 
| Rang | Équipe                        | Pts   | J   | G | N | P | Bp | Bc | Diff |
| ---- | ----------------------------- | ----- | --- | - | - | - | -- | -- | ---- |
| 1    | Boca JuniorsOuv Clo           | 1,807 | 114 |   |   |   |    |    |      |
| 2    | River Plate                   | 1,649 | 114 |   |   |   |    |    |      |
| 3    | Vélez Sarsfield               | 1,614 | 114 |   |   |   |    |    |      |
| 4    | Banfield                      | 1,596 | 114 |   |   |   |    |    |      |
| 5    | San Lorenzo de Almagro        | 1,491 | 114 |   |   |   |    |    |      |
| 6    | Newell's Old Boys (Rosario)   | 1,421 | 114 |   |   |   |    |    |      |
| 7    | Gimnasia y Esgrima (La Plata) | 1,412 | 114 |   |   |   |    |    |      |
| 8    | Estudiantes (La Plata)        | 1,377 | 114 |   |   |   |    |    |      |
| 9    | Lanús                         | 1,350 | 114 |   |   |   |    |    |      |
| 10   | Arsenal                       | 1,342 | 114 |   |   |   |    |    |      |
| 11   | Gimnasia y Esgrima (Jujuy)    | 1,342 | 38  |   |   |   |    |    |      |
| 12   | Racing Club                   | 1,333 | 114 |   |   |   |    |    |      |
| 13   | Rosario Central               | 1,315 | 114 |   |   |   |    |    |      |
| 14   | Cólon (Santa Fe)              | 1,298 | 114 |   |   |   |    |    |      |
| 15   | Independiente                 | 1,298 | 114 |   |   |   |    |    |      |
| 16   | Quilmes                       | 1,254 | 114 |   |   |   |    |    |      |
| 17   | Argentinos Juniors            | 1,223 | 76  |   |   |   |    |    |      |
| 18   | Olimpo (Bahía Blanca)         | 1,149 | 114 |   |   |   |    |    |      |
| 19   | Instituto (Córdoba)           | 0,921 | 76  |   |   |   |    |    |      |
| 20   | Tiro Federal (Rosario)        | 0,710 | 38  |   |   |   |    |    |      |

|  | Participation au barrage de promotion-relégation                                       |
|  | Relégation directe en Primera B                                                        |
|  | Ouv : Vainqueur du tournoi d'Ouverture 2005 Clo : Vainqueur du tournoi de Clôture 2006 |

### Barrage de promotion-relégation
| Équipe 1                | Résultat | Équipe 2                   | Aller | Retour |
| ----------------------- | -------- | -------------------------- | ----- | ------ |
| Huracán (D2)            | 3 - 3    | Argentinos Juniors (D1)    | 1 - 1 | 2 - 2  |
| Belgrano (Córdoba) (D2) | 4 - 2    | Olimpo (Bahía Blanca) (D1) | 2 - 1 | 2 - 1  |

- En cas d'égalité à la fin des matchs retour (la règle des buts à l'extérieur n'est pas appliquée), c'est l'équipe évoluant en première division qui est déclarée vainqueur du barrage.

## Bilan de la saison
| Championnat d'Argentine de football 2006 | |
| Champion                                 | Boca Juniors (28e titre) |
| Coupes et trophées                       | |
| Vainqueur de la Coupe d'Argentine 2006   | Non disputée |
| Qualifications continentales             | |
| Copa Libertadores 2007                   | Boca Juniors Velez Sarsfield Gimnasia y Esgrima (La Plata) Banfield River Plate                                                |
| Copa Sudamericana 2006                   | Boca Juniors (tenant du titre) Velez Sarsfield Gimnasia y Esgrima (La Plata) Banfield River Plate Lanús San Lorenzo de Almagro |
| Promotions et relégations                | |
| Promus en Primera Division               | Godoy Cruz (Mendoza) Nueva Chicago Belgrano (Córdoba)                                                                          |
| Relégués en Primera B Nacional           | Instituto (Córdoba) Tiro Federal (Rosario) Olimpo (Bahía Blanca)                                                               |